# Couvent des Saintes-Marthe-et-Marie
Le couvent des Saintes-Marthe-et-Marie ou couvent de la Merci-des-Saintes-Marthe-et-Marie (Марфо-Мариинская обитель милосердия) est un couvent féminin orthodoxe russe situé à Moscou en Russie.

## Histoire
Le couvent a été fondé en 1908 par la grande-duchesse Élisabeth de Russie, veuve du grand-duc Serge de Russie gouverneur de Moscou, après son assassinat en 1905 par un anarchiste. La grande-duchesse, qui était la sœur aînée de l'impératrice Alexandra, consacra la vente de ses bijoux et de ses biens à l'achat d'une propriété, rue Bolchaïa Ordynka, quartier marchand de la rive gauche.

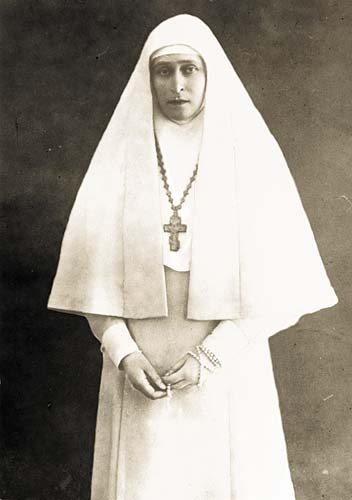
La grande-duchesse Élisabeth Fiodorovna avec son apostolnik blanc

Elle fit construire un couvent, avec son église de l'Intercession, dans le style néo-russe inspiré de Novgorod par Alexeï Chtchoussev et en devint l'abbesse. Elle voulait réunir des femmes de toute condition qui, à l'exemple de Marthe et Marie dans l'Évangile accueillant le Seigneur à Béthanie, soigneraient et s'occuperaient des pauvres de la ville. Le couvent abrita donc un hôpital, un orphelinat de petites filles et un bâtiment pour les religieuses.
Avec la permission des autorités religieuses, elle créa donc une communauté originale de religieuses non-cloîtrées, vêtues de blanc (au lieu de noir). En effet, il n'existait pas de congrégation féminine hospitalière dans l'Église orthodoxe russe. Au faîte de son épanouissement, le couvent compta 97 sœurs et servait 300 repas par jour aux nécessiteux de la ville. Elle bénéficiaient de l'enseignement des meilleurs médecins des hôpitaux de Moscou et étaient dirigées par le Père Mitrophane Serbriansky (1870-1948), futur archimandrite Serge, canonisé par l'Église orthodoxe. Le couvent organisait, outre des conférences spirituelles, des conférences tenues par la Société impériale de Palestine orthodoxe et par la Société de Géographie russe.
Le couvent fut fermé par les autorités en 1926 et les sœurs furent dispersées. On érigea en 1990, dans le jardin du couvent, une statue à la mémoire de la grande-duchesse fondatrice qui avait été assassinée le 18 juillet 1918. La fondatrice fut canonisée par l'Église orthodoxe.
Le couvent fut donné au patriarcat de Moscou en 1992 et la communauté religieuse fut rétablie en 1994. En 1999, le Patriarche Alexis II de Moscou bénit une nouvelle entreprise, celle de créer au sein du couvent une école orthodoxe d'infirmières.
La princesse Alice de Grèce (1885-1969), née princesse de Battenberg et mère du duc d'Edimbourg Philip Mountbatten, fonda une congrégation féminine orthodoxe sur le modèle du couvent créé par sa tante, la grande-duchesse Élisabeth.

## Sources
- (en)/(ru) Cet article est partiellement ou en totalité issu des articles intitulés en anglais « Marfo-Mariinsky Convent » (voir la liste des auteurs) et en russe « Марфо-Мариинская обитель » (voir la liste des auteurs).